# Статистический вес
Статисти́ческий вес — физическая величина, определяющая в квантовой механике и квантовой статистике количество различных квантовых состояний системы с одинаковой энергией (синоним: кратность вырождения энергетического уровня). В статистической физике и термодинамике статистическим весом называют количество способов (микросостояний системы), которыми может быть реализовано данное макроскопическое состояние статистической системы. Статистический вес обычно обозначается символами Γ, g, w, W или Ω.
По вышеприведённому определению, статистический вес является безразмерным целым числом, большим или равным единице, {\displaystyle w\geqslant 1}. Иногда статвес называют термодинамической вероятностью, хотя необходимо отметить, что вероятность обычно определяется как действительное число в интервале от 0 до 1.
При рассмотрении квантовых систем с непрерывным спектром энергии под статистическим весом обычно понимают количество квантовых состояний, приходящихся на определённый энергетический интервал. В таком определении статвес имеет размерность обратной энергии.
В квазиклассическом приближении мерой статистического веса служит фазовый объём системы, приходящийся на определённый интервал энергии. Если система имеет n степеней свободы, то фазовый объём и соответствующий статистический вес выражаются в единицах hn, где h — постоянная Планка.
Энтропия S системы и её статистический вес связаны соотношением Больцмана: S = k ln w (здесь k — постоянная Больцмана).
Статистический вес, определённый через фазовый объём или число микросостояний, является мультипликативной физической величиной: если система состоит из двух невзаимодействующих подсистем со статвесами w1 и w2, то общий статистический вес системы W = w1w2.